# Malá Bystřice
Malá Bystřice je obec v okrese Vsetín ve Zlínském kraji. Je to malá podhorská obec, která se nachází v severozápadní části Vsetínských vrchů. Středem území obce protéká potok Malá Bystřička, který pramení pod vrcholem Cábu a na dolním konci obce se vlévá do říčky Bystřičky, těsně nad vodní nádrží Bystřička. Žije zde 319 obyvatel.

## Historie

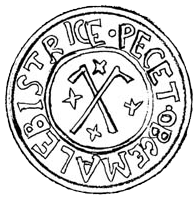
Pečeť obce Malá Bystřice

První písemná zmínka o vesnici pochází z roku 1620. Ves vznikla kolem roku 1620. K roku 1675 je doložena podoba názvu Nabystržicžkach.
Od roku 1849 byla součástí okresu Valašské Meziříčí, od roku 1960 pak okresu Vsetín.

## Obyvatelstvo
| Rok            | 1869 | 1880 | 1890 | 1900 | 1910 | 1921 | 1930 | 1950 | 1961 | 1970 | 1980 | 1991 | 2001 | 2011 | 2021 |
| -------------- | ---- | ---- | ---- | ---- | ---- | ---- | ---- | ---- | ---- | ---- | ---- | ---- | ---- | ---- | ---- |
| Počet obyvatel | 777  | 788  | 742  | 779  | 746  | 686  | 668  | 476  | 484  | 464  | 387  | 342  | 331  | 312  | 269  |
| Počet domů     | 103  | 108  | 105  | 108  | 102  | 99   | 108  | 125  | 111  | 114  | 107  | 143  | 151  | 155  | 157  |

## Obecní správa

### Obecní symboly
Znak a vlajka byly obci uděleny rozhodnutím předsedy Poslanecké sněmovny Parlamentu České republiky dne 26. listopadu 1999. V zeleném štítě kosmo položená zlatá sekera a křížem přeložená zlatá motyka. Motiv je doprovázen čtyřmi stříbrnými čtyřhrotými hvězdami. Stejné symboly jsou vyobrazeny i na obecním praporu.

## Turistika
Malá Bystřice sousedí s obcemi Velká Lhota (na severu), s Valašskou Bystřicí (na východě), se Vsetínem (na jihu) a s Růžďkou (na západě). V prostoru mezi vrcholem Ptáčnice a vrcholem Cáb sousedí s obcí Halenkov. Od lokality Bátrnka ve směru k přehradě potom s obcí Bystřička.
Na okolních kopcích se nachází řada chat či chatových osad. Údolí na území obce a blízká přehrada Bystřička jsou možností, jak trávit volný čas. V okolí obce se nachází málo frekventované silnice, které jsou vhodné pro cyklisty. Obcí také prochází značená turistická trasa Beskydsko-karpatská magistrála.

## Santov
Santov je osadou a součástí Malé Bystřice. Tento kopec (620 m n. m.) je oblíbeným místem turistů a cyklistů. Nachází se zde řada rekreačních chat a hospoda Santov. Je odtud nádherný výhled na Beskydy.
Santov je také místem, kde je situována památkově chráněná roubená zvonička, která je kopií původní valašské zvonice, jenž byla ovšem zničena při bojích v roce 1945. Vedle zvoničky je umístěn kříž s nápisem Dokonáno 1882 a ikona.
Nedaleko rozcestí a zvoničky je umístěn pomník padlých sovětských partyzánů Alexandry Timochovové a Vladimira Kolomackého z 1. československé partyzánské brigády Jana Žižky.

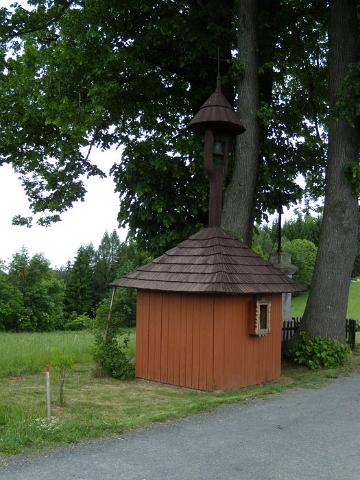
Roubená zvonička na Santově
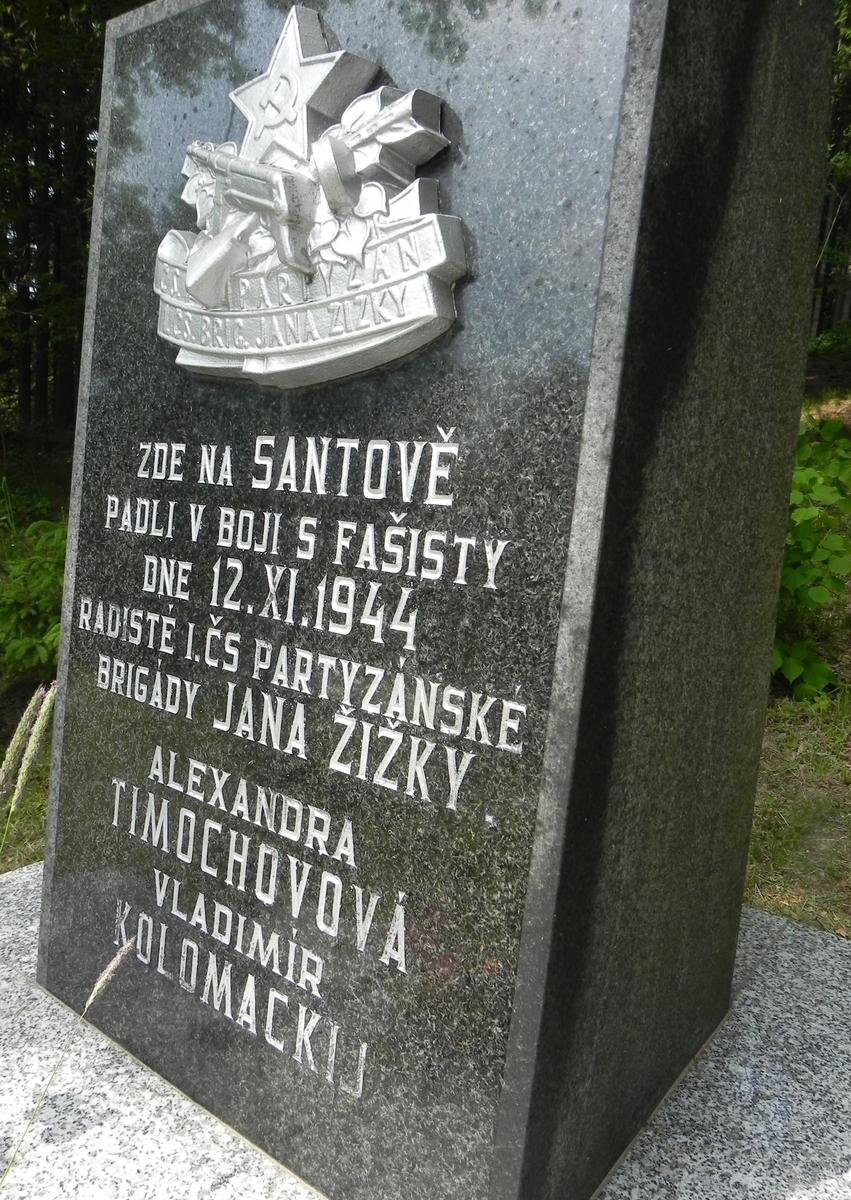
Pomník padlých sovětských radistů z první československé partyzánské brigády Jana Žižky na Santově
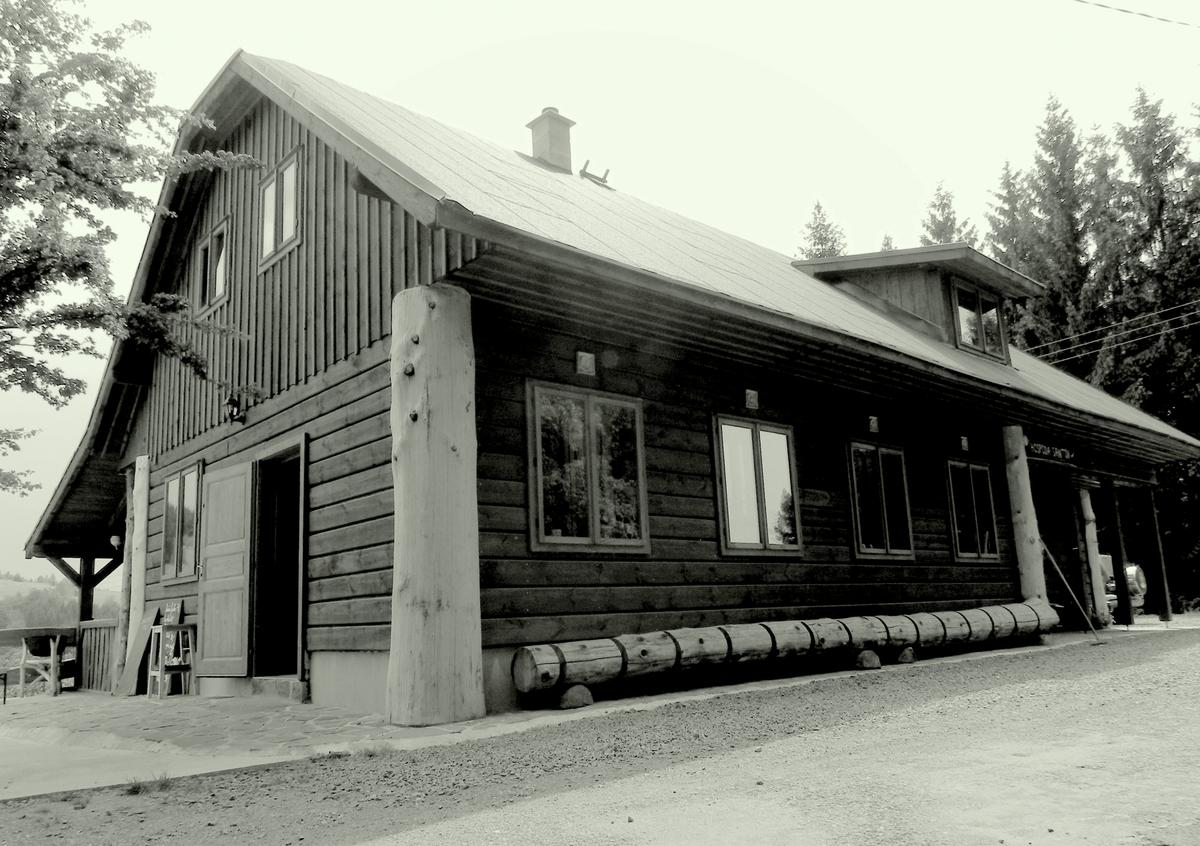
Hospoda na Santově, Malá Bystřice

## Pamětihodnosti
- Roubená zvonice na Santově
- Pomník padlých sovětských radistů z první československé partyzánské brigády Jana Žižky

## Přírodní památky
- Svantovítova skála